# Båstad GK
Båstad GK är en golfklubb i Skåne belägen i Boarp utanför Båstad. Klubben har 36 hål fördelat på två banor, Nya banan och Gamla banan. Den Gamla banan var den andra 18-håls banan som anlades i Sverige. Gamla banan öppnades redan år 1930 och är en engelsk parkbana, medan Nya banan är en modernare park/hedbana. Grundare Ludvig Nobel.
PING Junior Solheim Cup 2007 avgjordes på Nya banan.

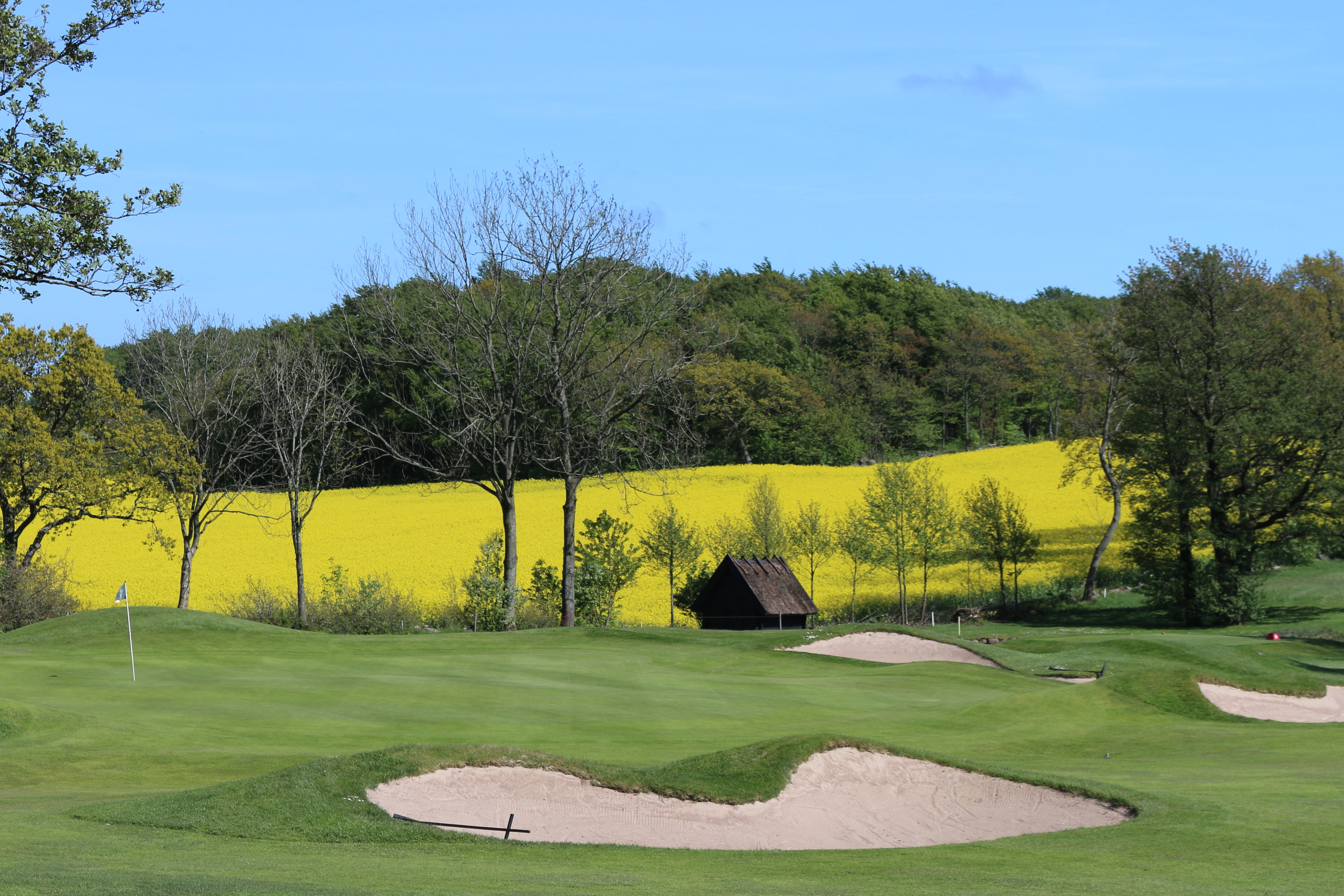
Golfbanan i maj.